# Juan Luis Mora
Juan Luis Mora Palacios (* 12. Juli 1973 in Aranjuez, Madrid) ist ein ehemaliger spanischer Fußball-Torwart.

## Karriere
Juan Luis Mora begann seine Karriere beim Fußballklub von Aranjuez in der dritten spanischen Liga. 1993 wechselte Mora nach Oviedo und spielte bis Dezember 1994 21 Spiele für die zweite Mannschaft von Real Oviedo. Von 1994 bis 1999 spielte er mit der Kampfmannschaft von Real Oviedo sechs Spielzeiten in der Primera División. Er stand im Aufgebot der Spanier für die Olympischen Spiele 1996, wo er jedoch mit seiner Mannschaft im Viertelfinale ausschied.
1999 wechselte Mora zu Espanyol Barcelona, die ebenfalls in der ersten spanischen Liga spielten. Er kam dort innerhalb von zwei Saisons (2000/01, 2001/02) in 71 Meisterschaftsspielen zum Einsatz. 2001 schnupperte er erstmals internationale Luft, er spielte mit Espanyol fünf Spiele im UEFA-Pokal.
In der Saison 2002/03 spielte Mora 41 Spiele für den Zweitligisten Deportivo Xerez.
2003 wechselte Mora von Xerez nach Valencia zu Levante UD, dort wurde er sofort zum Stammtorhüter. In seiner ersten Saison an der spanischen Mittelmeerküste spielte er 40 Spiele für Levante in der Segunda División und erreichte den Aufstieg in die Primera División. In der Saison 2004/05 spielte er mit Levante 38 Spiele in der Primera División. Die Mannschaft erreichte jedoch nur den 18. Platz und musste somit wieder in die Segunda División absteigen.
Mora verließ nach dem Abstieg 2005 seinen Verein und wechselte ablösefrei zum Stadtrivalen FC Valencia. Vom spanischen Erstligisten wurde Mora als Ersatztorhüter für die Nummer eins Santiago Cañizares geholt. Dort kam er insgesamt auf zwei Einsätze in der Meisterschaft und einen Einsatz beim UI-Cup 2005/2006 gegen Roda Kerkrade. 2008 wechselte er wieder zu Levante. Nach zwei Jahren bei UD beendete er 2010 seine Karriere.

### Erfolge
- Spanischer Pokalsieger: 2000, 2008
- Aufstieg in die Primera División: 2004